# Эль Побленоу
Эль-Побленоу (кат. El Poblenou; «новая деревня», [ˌpɔbləˈnɔw]) — район Барселоны в муниципалитете Сан-Марти, граничащий с Сан-Адриа-дель-Бесос на востоке, Парком Цитадели в Сьютат-Велла на западе, Сан-Андреу на севере и омываемый Средиземным морем на юге. Эль-Побленоу считается одним из популярных районов Барселоны благодаря своему расположению и современной инфраструктуре. Ранее он был отдельным городом.

## История
Во времена промышленной революции XlX века Эль-Побленоу был эпицентром каталонской ииберийской промышленности, за что получил прозвище Каталонского Манчестера. Вокруг обширного скопления фабрик располагались жилые кварталы, заселённые в основном представителями рабочего класса. После промышленной революции район пришёл в запустение.
Олимпийские игры 1992 года послужили толчком для развития Эль-Побленоу. После масштабных преобразований район стал одним из наиболее инновационных и инфраструктурно развитых районов Барселоны.
Наряду с недавно построенными высококлассными районами Вила Олимпика и Диагональ Мар художники и молодые профессионалы превратили бывшие фабрики и склады в лофты, галереи и магазины. Открылись школы и студии искусства и дизайна, благодаря этому район стал известен творческой атмосферой.
Некоторые из старых заводских зданий в настоящее время объявлены историческими памятниками и находятся под охраной. Речь идет о фабрике Hispania SA, построенной кубино-немецким купцом Эмилио Гейдрихом и архитектором Хосепом Гранером в 1923 году.

## Достопримечательности
В Побленоу много интересных зданий, к примеру Torre Glòries. Здесь располагается ряд головных офисов каталонских и в целом испанских компаний и корпораций. Особое место в списке достопримечательностей занимает историческое Кладбище Побленоу.